# Böser Kleef

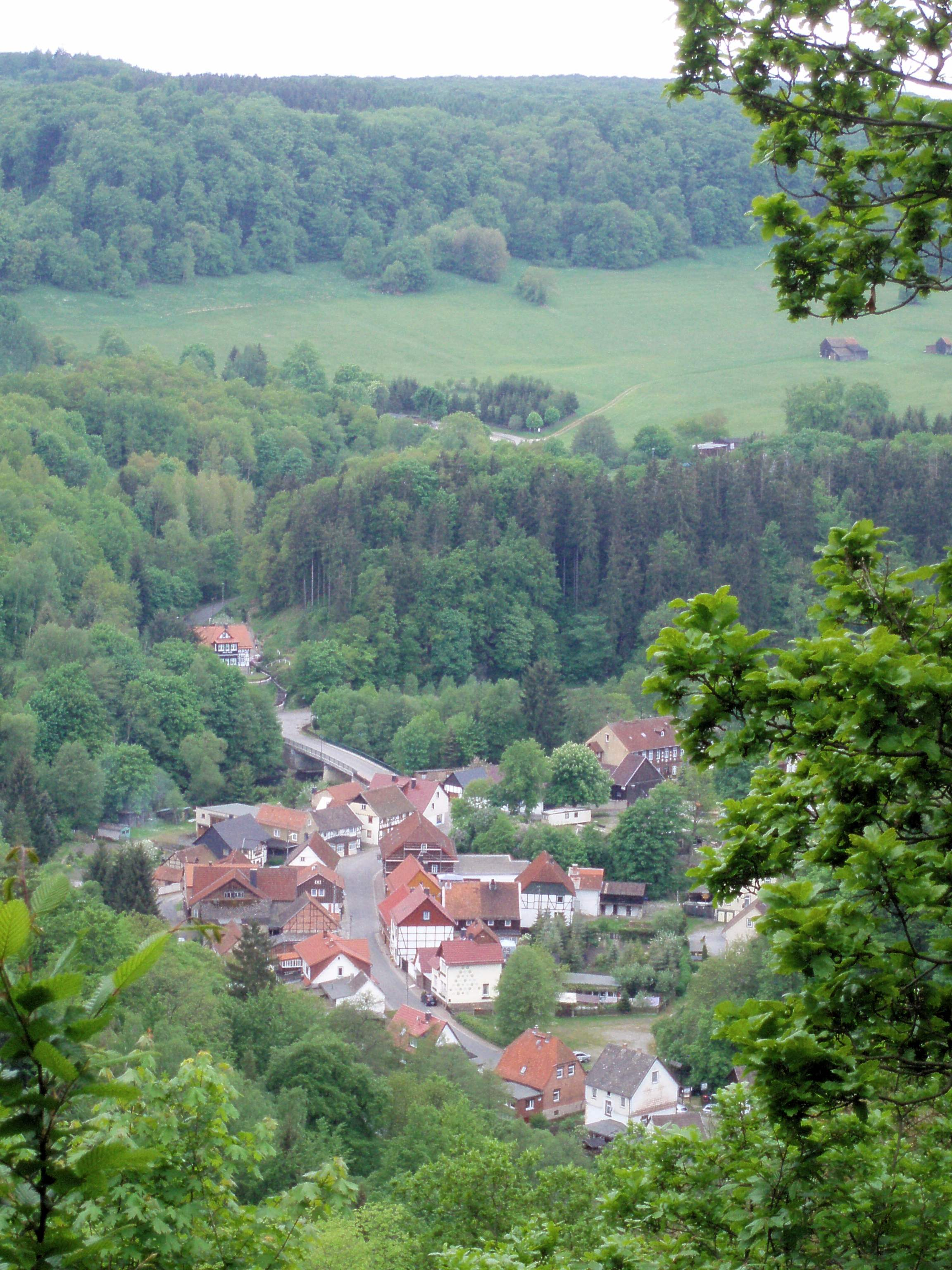
Blick vom Bösen Kleef auf Altenbrak

Der Böse Kleef ist eine Felsformation bei Altenbrak im Landkreis Harz, Sachsen-Anhalt. Sie besteht hauptsächlich aus Granit.
Der Böse Kleef liegt oberhalb des Bodetales im Wald. Er kann unter anderem über einen Wanderweg vom Forsthaus Todtenrode erreicht werden. Auf ihm wurde in der 2. Hälfte des 20. Jahrhunderts eine Schutzhütte errichtet. Von dort bietet sich ein Blick auf Altenbrak und die umliegenden Wälder.
Der Böse Kleef ist als Nr. 64 in das System der Stempelstellen der Harzer Wandernadel einbezogen.